# Gerben Wagenaarbrug
De Gerben Wagenaarbrug (brug 357) is een basculebrug in de Havikslaan in Amsterdam-Noord. De verkeersbrug verbindt het Kraaienplein met het Hagedoornplein en overspant het Noordhollandsch Kanaal en de Nieuwe Leeuwarderweg (s116), de toevoerweg naar de IJtunnel.

## Eerste versie
In 1925 werd, na de tweede aanbesteding in december 1924, hier een ophaalbrug gebouwd naar een ontwerp van Piet Kramer en Wichert Arend de Graaf van de Dienst der Publieke Werken, geschatte kosten 181.500 gulden (aanbesteding 86.600 gulden). Het ontwerp en de discussie over de brug dateerden van 1922. De brug zou in omvang de grootste in zijn soort zijn geweest, voor wat betreft de vijf meter 'brede' rijbaan toch vrij smal. De opening werd in april 1925 verricht door wethouder Joannes ter Haar. Kramer ontwierp voor de brug ook jaarstenen "Anno" "1924" in graniet en in de stijl van de Amsterdamse School. Ook zouden er stenen te zien geweest om het "NAP" aan te geven en het brugnummer. Het is niet duidelijk of deze versierselen ook daadwerkelijk geplaatst werden. Hij was ook verantwoordelijk voor het brugwachtershuisje in dezelfde bouwstijl.

## Tweede versie
Er was midden jaren zestig een nieuwe brug nodig. Deze moest niet alleen het kanaal overspannen, maar ook de verkeersroute Nieuwe Leeuwarderweg naar en van de IJtunnel. In de brug werden voorts nog twee fietstunnels ingebouwd voor fietsers langs het kanaal. Bovendien kon de brug waarvoor ze in de plaats kwam, het verkeer nauwelijks aan. Die brug werd ontworpen door architect en ingenieur Enrico Hartsuyker, Ze dateert uit 1965 (opening 23 december 1965). Het werd een moderne betonnen basculebrug met een brugwachtershuis in de stijl van de Amsterdamse School. Vanuit de toren kon zowel het kanaal als de toevoerweg van de IJtunnel in de gaten gehouden worden. Totale kosten van de brug liepen op naar 3.055.000 gulden De brug wordt gedragen door een betonnen paalfundering, heeft stalen liggers en een stalen brugdek. De landhoofden zijn van metselwerk, beton en graniet. De oude brug werd op 23 december 1965 gesloten (met de klap omhoog), toen de nieuwe geopend werd door rennende kinderen.
De brug is in 1996 vernoemd naar verzetsheld en politicus Gerben Wagenaar, aldus een plaquette uit dat jaar aangebracht op de brug. De voorheen gebruikte officieuze naam Kraaienpleinbrug verwees naar het plein en indirect dus naar de kraaien, de Vogelbuurt ligt in de directe omgeving. Het brugwachtershuisje kreeg toen het verhuurd werd als logiesruimte het adres Kraaienplein 1; het enige pand met een oneven nummer aan dat plein.

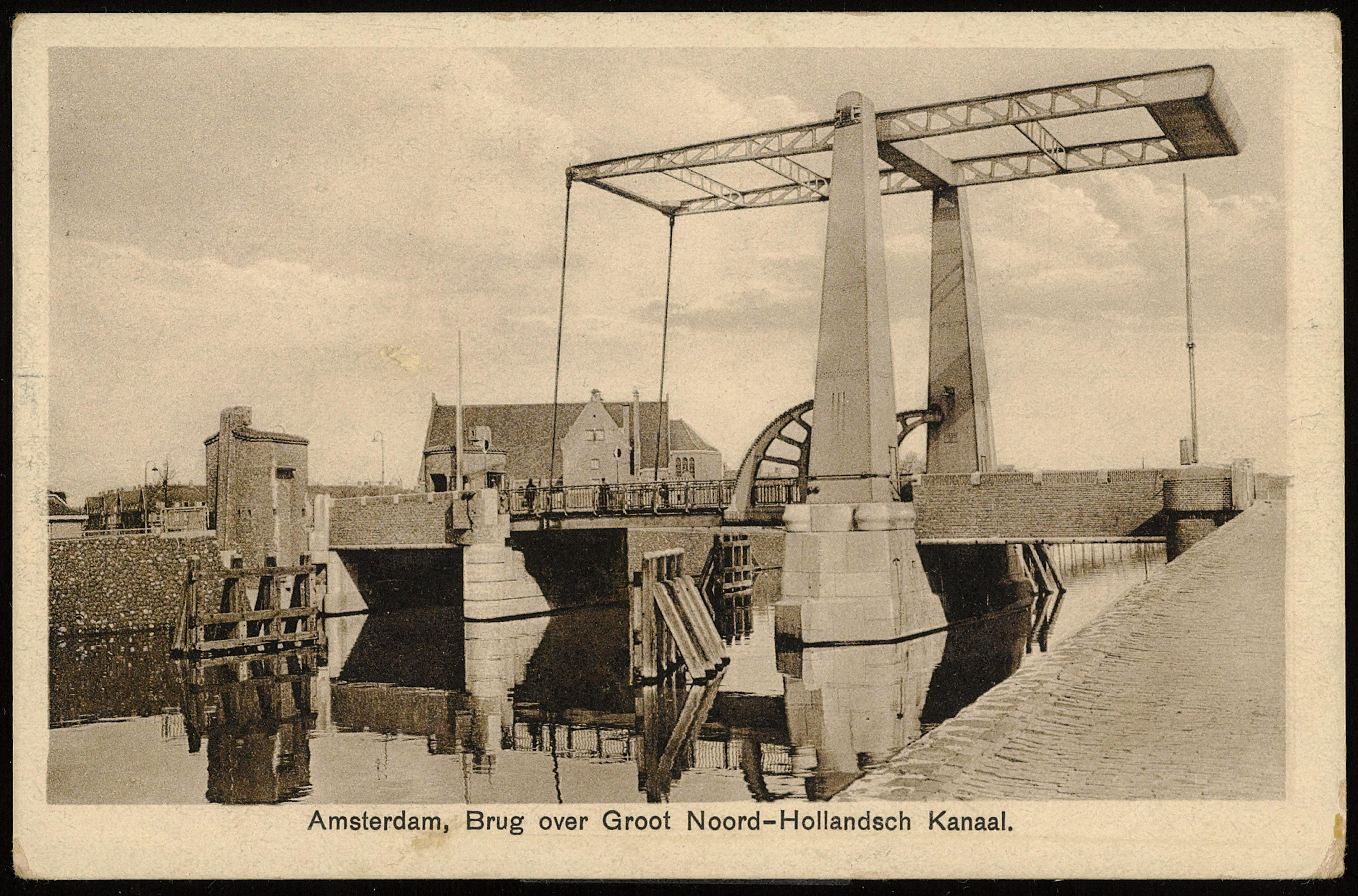
Brug 357 in 1929

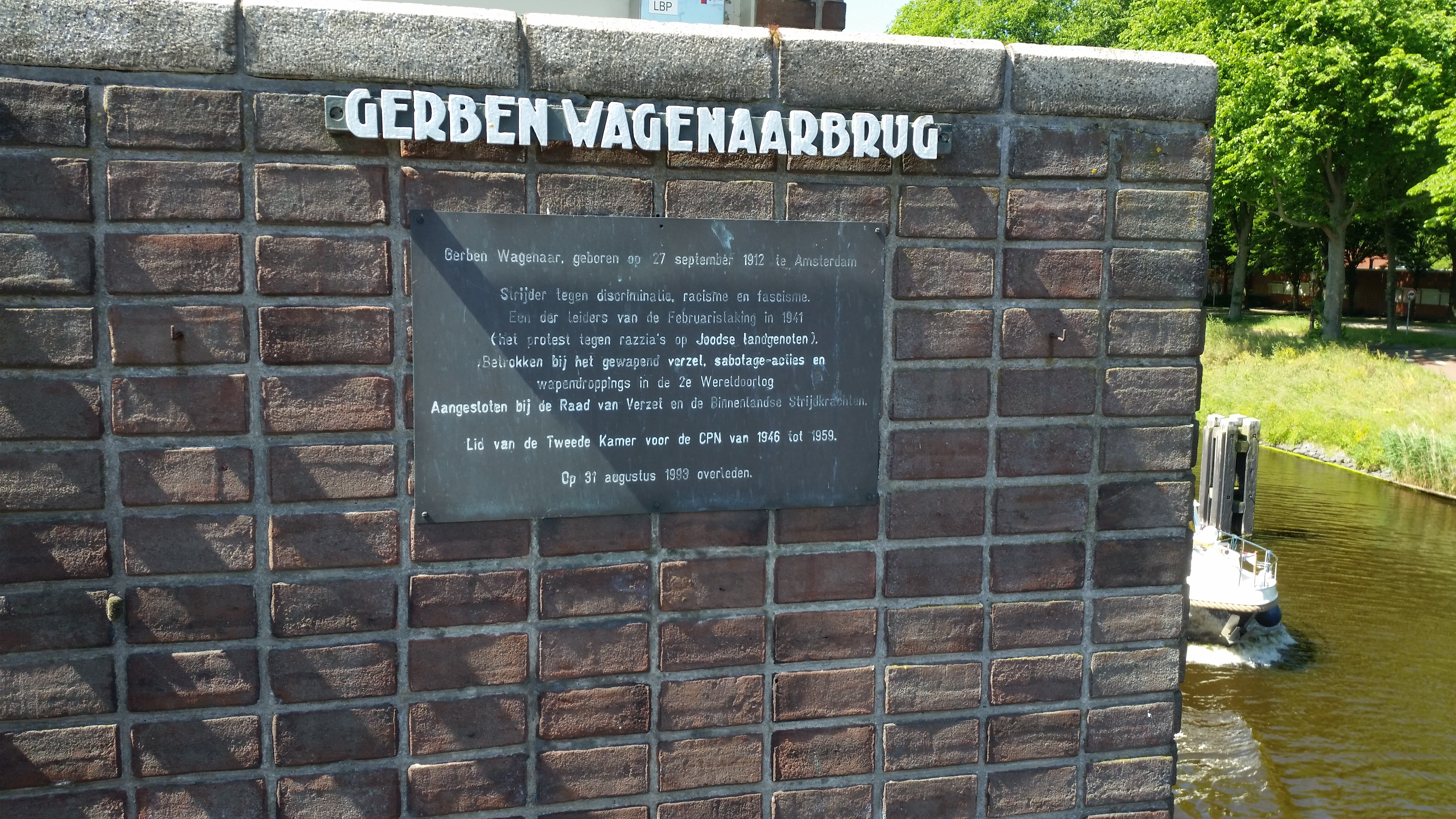
naamplaat en plaquette (mei 2020)

<<< · 300 · 301 · 302 · 303 · 304 · 305 · 306 · 307 · 308 · 309 · 310 · 311 · 312 · 313 · 314 · 315 · 316 · 317 · 318 · 320 · 321 · 322 · 323 · 324 · 325 · 327 · 328 · 330 · 331 · 332 · 333 · 334 · 335 · 336 · 337 · 338 · 339 · 340 · 341 · 342 · 343 · 344 · 345 · 346 · 347 · 348 · 349 · 350 · 351 · 352 · 353 · 354 · 355 · 356 · 357 · 358 · 359 · 360 · 361 · 362 · 363 · 364 · 365 · 366 · 367 · 368 · 371 · 372 · 373 · 374 · 375 · 376 · 377 · 378 · 379 · 380 · 381 · 382 · 383 · 385 · 386 · 387 · 388 · 389 · 390 · 391 · 392 · 393 · 394 · 395 · 396 · 397 · 398 · 399 · >>>
Brugnummers 319, 326, 329 (tijdelijke duiker in de Ringspoordijk), 369, 370, 384 zijn niet (meer) vergeven.